# Billie Lourd
Billie Catherine Lourdová (* 17. červenec 1992, Los Angeles, Kalifornie, Spojené státy americké) je americká herečka. Proslavila se rolí Chanel #3 v seriálu Scream Queens a rolí Winter Anderson v seriálu American Horror Story: Cult.

## Životopis a kariéra
Narodila se herečce Carrie Fisherové a talentovému agentu Bryanu Lourdovi. Je vnučkou Debbie Reynoldsové a zpěváka Eddieho Fishera. Její kmotrou je Meryl Streepová a jejím kmotrem je Bruce Wagner. Má ruské, skotsko-irské a anglické kořeny. Studovala náboženství a psychologii na Newyorské univerzitě, odmaturovala v roce 2014.
V roce 2015 si zahrála roli poručice Connix ve filmu Star Wars: Síla se probouzí. V roce 2017 si roli zopakovala ve filmu Star Wars: Poslední z Jediů.
V únoru roku 2015 získala roli Sadie Swenson / Chanel #3 v seriálu stanice Fox Scream Queens.
V prosinci 2015 se připojila k obsazení filmu Billionaire Boys Club. Zahrála si roli Rosanne, přítelkyně Kyleho Biltmora, kterého hrál Jeremy Irvine.
V září 2017 získala roli Winter Andersonové v seriálu American Horror Story, kde se také podruhé objevila jako vražedkyně Linda Kasabian.

## Osobní život
V roce 2016 chodila s hercem Taylorem Lautnerem, se kterým se seznámila na natáčení druhé řady seriálu Scream Queens.
Od roku 2017 chodí s hercem Austenem Rydellem, se kterým se v červnu roku 2020 zasnoubila. Dvojice se vzala v březnu roku 2022.
Dne 25. září 2020 se jim narodil syn Kingston Fisher Lourd Rydell. V jeho jméně je mimo jiné uctěna i památka její zesnulé matky Carrie Fisherové, která zemřela v roce 2016 ve věku 60 let.
Dne 12.12.2022 se jí narodila dcera Jackson Joanne Lourd Rydell.

## Filmografie

### Film
| Rok  | Název                         | Role                      | Poznámky |
| ---- | ----------------------------- | ------------------------- | -------- |
| 2015 | Star Wars: Síla se probouzí   | poručice Connix           |          |
| 2017 | Star Wars: Poslední z Jediů   | poručice Connix           |          |
| 2018 | Klub miliardářů               | Rosanna Ricii             |          |
| 2019 | Šprtky to chtěj taky          | Gigi                      |          |
| 2019 | Star Wars: Vzestup Skywalkera | poručice Kaydel Ko Connix |          |
| 2021 | Vstupenka do ráje             | Wren Butlerová            |          |

### Televize
| Rok       | Název                                 | Role                           | Poznámky             |
| --------- | ------------------------------------- | ------------------------------ | -------------------- |
| 2015–2016 | Scream Queens                         | Sadie Swenson/Chanel #3        | hlavní role, 23 dílů |
| 2017      | American Horror Story: Cult           | Winter Anderson/Linda Kasabian | hlavní role, 10 dílů |
| 2018      | American Horror Story: Apocalypse     | Mellory                        | hlavní role, 8 dílů  |
| 2019      | American Horror Story: 1984           | Montana Duke                   | hlavní role, 9 dílů  |
| 2020      | Will a Grace                          | Fiona Adlerová                 | epizoda "Bi-plane"   |
| 2021      | American Horror Story: Double Feature | Leslie "Lark" Feldman          | hlavní role, 10 dílů |